# Selbstversenkung der Kaiserlichen Hochseeflotte in Scapa Flow

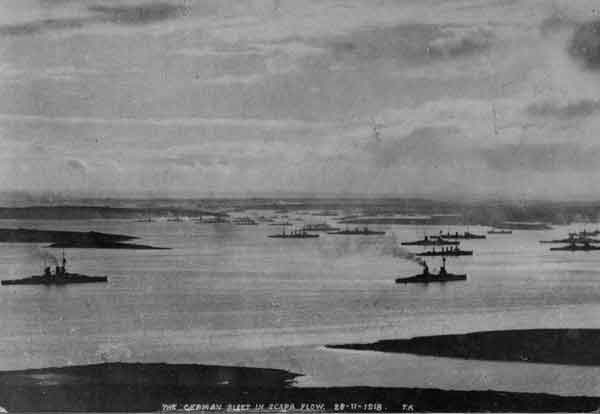
Die internierte deutsche Flotte in der Bucht von Scapa Flow im November 1918

Die Selbstversenkung der Kaiserlichen Hochseeflotte in Scapa Flow fand am 21. Juni 1919 im britischen Flottenstützpunkt Scapa Flow statt, in dem die ehemalige kaiserliche Flotte in Erfüllung des Waffenstillstands von Compiègne am Ende des Ersten Weltkriegs seit dem November 1918 interniert war. Als die deutsche Regierung kurz davor stand, den Vertrag von Versailles zu unterzeichnen, der in Artikel 184 die Auslieferung aller Kriegsschiffe in Scapa Flow vorsah, initiierte Konteradmiral Ludwig von Reuter die organisierte Selbstversenkung.

## Ort

Internierung in Scapa Flow

Der Scapa Flow ist eine Art Bucht, die sich aus der Lage der im südlichen Teil der schottischen Inselgruppe der Orkneys gelegenen Inseln Mainland, Burray, South Ronaldsay, Flotta und Hoy ergibt. Da diese Bucht gut geschützt liegt, wurde sie in der Geschichte öfter als Naturhafen benutzt. Schon die Norweger versammelten hier im 13. Jahrhundert ihre Schiffe und gaben ihr den Namen „Skalpafloi“. Auch zu Napoleons Zeiten spielte dieser Hafen eine wesentliche Rolle. Die Briten versammelten dort ihre Schiffe vor Fahrten in das Baltikum. Die britische Marine richtete hier sowohl im Ersten als auch im Zweiten Weltkrieg den Hauptstützpunkt ihrer Flotte ein. In beiden Weltkriegen gelang es deutschen U-Booten, in die Bucht einzudringen.
Der Ankerplatz der deutschen Flotte in Scapa Flow befand sich in dem Bring Deeps genannten Teil der Bucht, der etwa zwischen der Insel Hoy und den kleineren Inseln Graemsay und Cava liegt.

## Die Überführung
Nach dem Ende der Kampfhandlungen sollte die deutsche Hochseeflotte gemäß den Waffenstillstandsbestimmungen interniert werden. Die Ausführungsbestimmungen zum § 23 der Waffenstillstandsbestimmungen sahen vor, dass sich die deutschen Hochseestreitkräfte innerhalb von sieben Tagen in abgerüstetem Zustand in einen neutralen Hafen oder aber einen Hafen der Entente zu begeben hätten.   Nachdem die Entente keinen neutralen Hafen finden konnte, wurde die Internierung in einem neutralen Land hinfällig.
Die Durchführung erwies sich als äußerst schwierig, denn die deutschen Kriegsschiffe waren weitgehend in der Hand der Soldatenräte.
Da die Briten Verhandlungen mit den Räten ablehnten und verlangten, dass die Flotte innerhalb von wenigen Tagen abgerüstet und von Offizieren unter Führung eines Admirals überführt werden müsste, übernahm auf Bitten des Admirals Franz von Hipper schließlich am 18. November 1918 der bisherige Befehlshaber der I. Aufklärungsgruppe, Konteradmiral Ludwig von Reuter, diese Aufgabe. Der Oberste Soldatenrat konnte nur das Setzen eines kleinen roten Wimpels im Vortopp erreichen, der dann auf hoher See bald eingezogen wurde. Ansonsten fuhren die Schiffe wieder unter der deutschen Kriegsflagge.
Am 18. November brachen die ersten zwanzig U-Boote nach Harwich auf. Der Überführungsverband mit neun Linienschiffen, fünf Großen Kreuzern, sieben Kleinen Kreuzern und fünfzig Torpedobooten folgte am 19. November. Zwei nicht fahrbereite Schiffe, die König Albert und die Dresden, absolvierten ihren Marsch später, ebenso die zunächst nicht erfasste Baden. Während der Überführung lief das Torpedoboot V 30 auf eine Mine und sank mit zwei Toten.
Als sich der Überführungsverband am Morgen des 21. November dem befohlenen Treffpunkt vor dem Firth of Forth näherte, wurde er dort von der gesamten Grand Fleet, einem amerikanischen Geschwader, einem französischen Panzerkreuzer sowie zahlreichen Flugzeugen und Luftschiffen erwartet. Nach der Untersuchung durch eine britische Kommission ordnete der britische Oberkommandierende Admiral David Beatty an, dass die deutsche Kriegsflagge einzuholen sei und nicht wieder gesetzt werden dürfe. Die Admiralsflagge und Kommandantenwimpel blieben davon unberührt.
Erst am 22. November erging der Befehl, dass sich die deutschen Schiffe in vier Staffeln nach Scapa Flow zu begeben hätten: Torpedoboote am 22. November, Große Kreuzer am 24. November, das IV. Geschwader am 25. November und der Rest am 26. November. Am 27. November trafen, von starken britischen Seestreitkräften begleitet, die letzten deutschen Schiffe in der Bucht von Scapa Flow ein.

## Selbstversenkung der Hochseeflotte

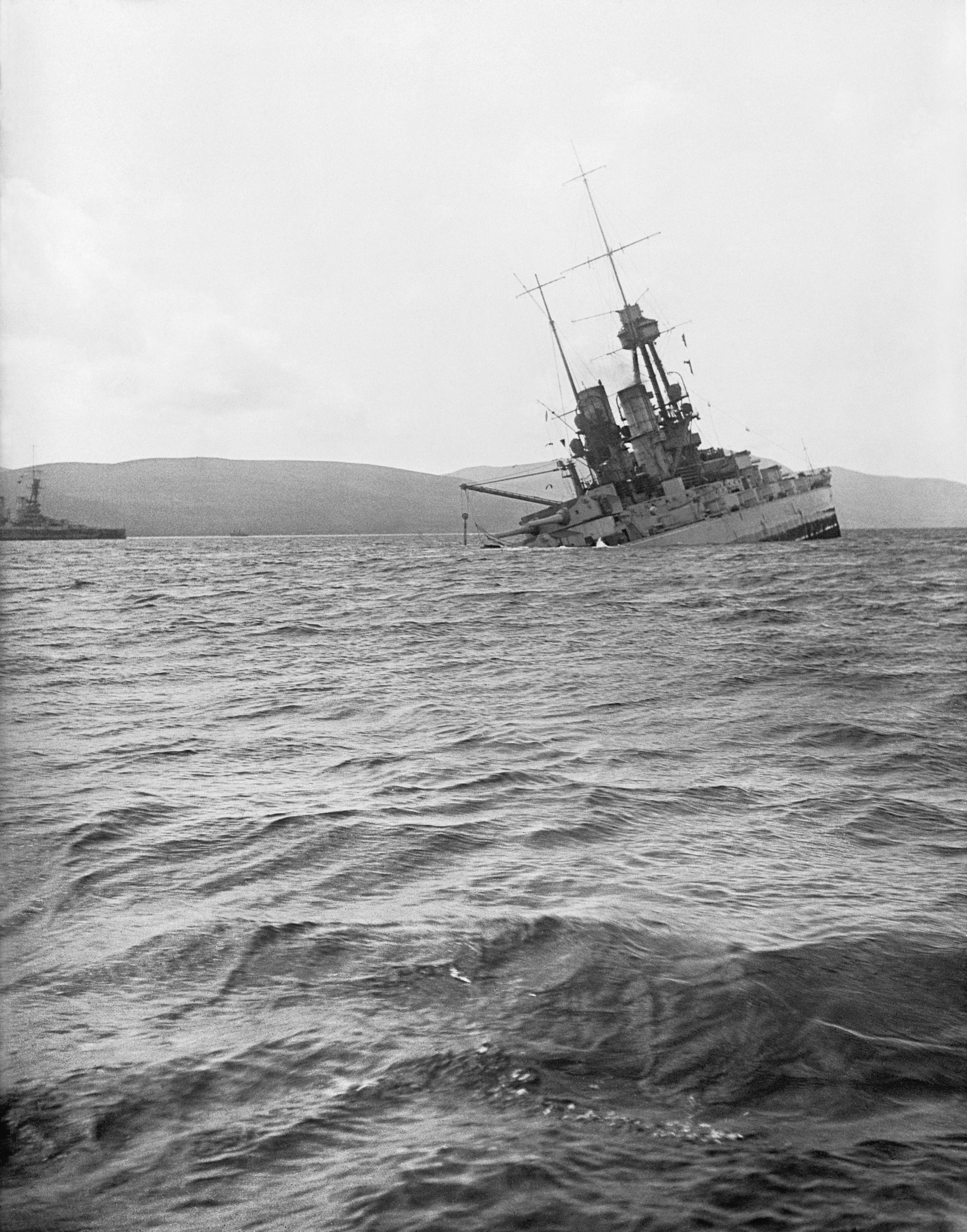
Die sinkende Bayern

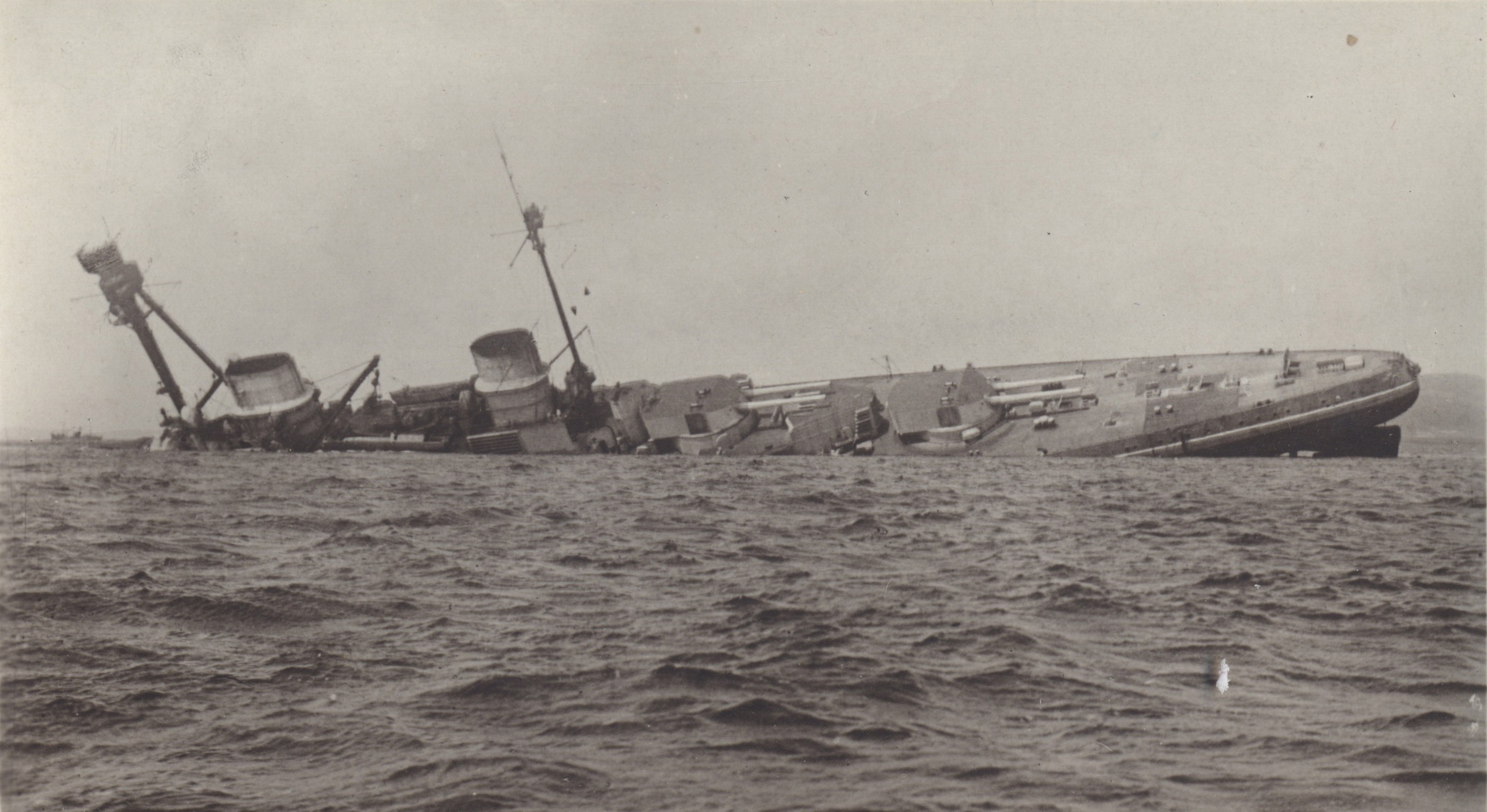
Die sinkende Derfflinger

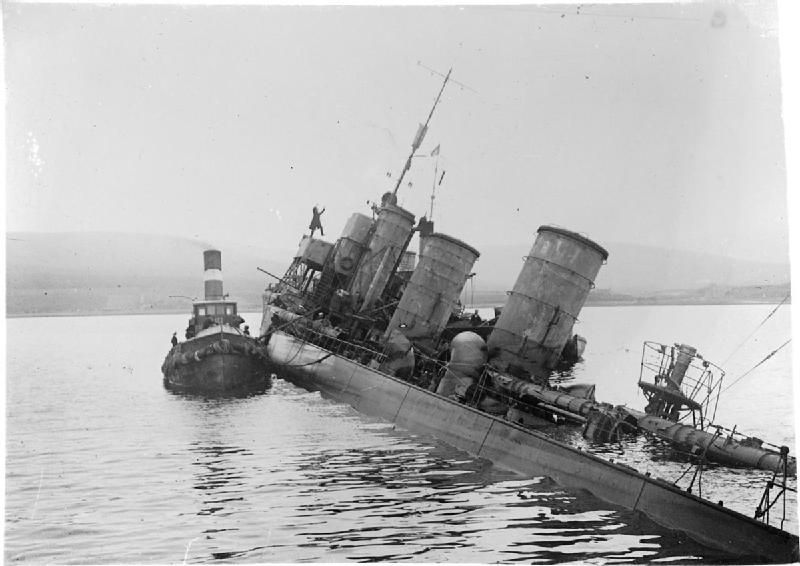
Der auf Grund gesetzte Zerstörer G 102

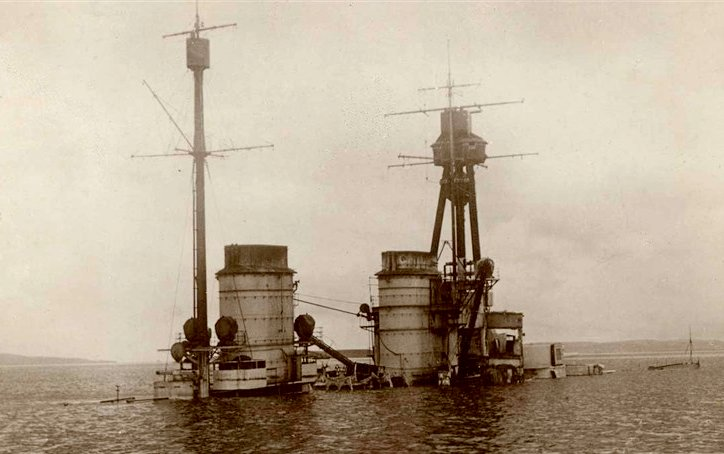
Der versenkte Schlachtkreuzer Hindenburg

In Scapa Flow waren die entwaffneten Schiffe nur mit Notbesatzungen besetzt. Deutsche Handelsschiffe wurden nach Scapa Flow dirigiert, um die überflüssig werdenden Mannschaftsteile in die Heimat zu transportieren. Das Personal zur Sicherung und Instandhaltung der Schiffe umfasste danach noch 4.500 Mann, was einem Bruchteil der Sollbesatzung entsprach.
Konteradmiral Ludwig von Reuter auf SMS Friedrich der Große übergab am 13. Dezember die Führung des Internierungsverbandes an den dienstältesten Kommandanten, Kapitän zur See Dominik auf der Bayern, und fuhr auf dem Transportdampfer Bremen nach Deutschland, wo er sich in zahlreichen Gesprächen eine Lageübersicht zu verschaffen versuchte. Erst am 25. Januar 1919 kehrte er an Bord der Regensburg nach Scapa Flow zurück. Am 25. März machte er die Emden zu seinem neuen Flaggschiff.
Alle wertvollen Ausrüstungsteile, wie etwa nautische Instrumente, waren vor dem Auslaufen in Deutschland entfernt worden. Die Mannschaften hatten sich selbst mit Verpflegung zu versorgen. Zu diesem Zweck waren vier sogenannte Drifter (umgebaute Fischereifahrzeuge) eingesetzt, die im Pendelverkehr Schiff-Land für den Proviantnachschub sorgten. In der Folge entwickelte sich ein reger illegaler Tauschhandel mit der Inselbevölkerung.
Das Ergebnis der Verhandlungen in Versailles wurde der deutschen Seite am 7. Mai 1919 bekanntgegeben. Am 31. Mai 1919, dem dritten Jahrestag der Skagerrakschlacht, wurde auf allen Schiffen die deutsche Kriegsflagge gesetzt, ohne dass die Briten dagegen vorgingen. Mitte Juni 1919 wurden die Besatzungen auf Initiative Reuters nochmals um rund 2.200 Mann reduziert. Reuter beabsichtigte mit diesem Schritt, unruhige Besatzungsmitglieder loszuwerden und somit die eigene Handlungsfähigkeit zurückzugewinnen. Er entschied sich unter dem Eindruck des ablaufenden alliierten Ultimatums zur Unterzeichnung des Versailler Vertrags zur Selbstversenkung der Flotte.
Die deutsche Flotte sollte der Royal Navy nicht unzerstört in die Hände fallen. Er wies seine Offiziere an, auf sein Signal hin die Selbstversenkung einzuleiten. Ein entsprechender Vorbereitungsbefehl erging am 17. Juni.

„Gegen 10 Uhr (am 21. Juni 1919) meldete mir Fregattenkapitän Oldekop, daß der englische Admiral mit Linienschiffen und Zerstörern den Hafen, seewärts gehend verlassen hätte; daß laut englischer Pressenachrichten der Kauf der deutschen Schiffe von der Entente abgelehnt und bedingungslose Auslieferung gefordert sei (…)“

Von Reuter gab um 11:00 Uhr den Befehl zur Selbstversenkung: 

„Paragraph Elf. Bestätigen.“

Die Seeventile der deutschen Schiffe wurden geöffnet, die Verschlüsse anschließend unbrauchbar gemacht, die Türen zwischen den wasserdichten Abteilungen geöffnet und im offenen Zustand verkeilt.
Als die deutschen Matrosen ihre Schiffe fast gleichzeitig mit Rettungsbooten verließen, eröffneten mehrere der in der Bucht verbliebenen Bewachungsschiffe der Royal Navy das Feuer auf die Boote. Durch dieses Vorgehen wurden der Kommandant der Markgraf, Korvettenkapitän Walther Schumann, und acht Matrosen getötet sowie fünf verwundet. Nach den Verlustzahlen, die von Reuter angibt, wurden vier getötet und acht verwundet.
Die getöteten Soldaten wurden auf dem Lyness Royal Naval Cemetery auf der Insel Hoy beigesetzt. Die Gräber werden bis heute von der Commonwealth War Graves Commission gepflegt.
Als die Briten bemerkten, was wirklich geschah, war es für ein wirkungsvolles Eingreifen bereits zu spät. Als erstes Schiff versank um 12:16 Uhr Friedrich der Große und als letztes Hindenburg um 17:00 Uhr. Mit Ausnahme eines Linienschiffes (Baden), dreier Kleiner Kreuzer (Emden, Frankfurt und Nürnberg) und elf Torpedobooten versanken alle deutschen Schiffe. Damit war der Kern der Kaiserlichen Marine zerstört.
Mit der Selbstversenkung hatte die Marine in militärfreundlichen Kreisen zwar einen Teil des im Krieg und insbesondere während der Novemberrevolution verlorenen Ansehens zurückgewonnen, jedoch waren harte Konsequenzen zu tragen. Die Alliierten verlangten nicht nur die Übergabe anderer, zum Teil recht moderner Schiffe, die für die neue Reichsmarine den Grundstock hätten bilden sollen, sondern auch 400.000 t Hafenmaterial.
Die Versenkung der Schiffe wurde von britischer Seite als ein Bruch der Waffenstillstandsbedingungen betrachtet, die es verboten, militärische Ausrüstung zu zerstören. Von Reuter wurde in der Folge des Vertragsbruches beschuldigt und mit seinen Seeleuten in Kriegsgefangenschaft genommen. 1.773 Offiziere und Mannschaften der Rumpfbesatzungen wurden als Gefangene in ein Militärlager in der Nähe der schottischen Stadt Invergordon überführt. Sie fuhren am 31. Januar 1920 mit einem britischen Dampfer in die Weimarer Republik.

## In Scapa Flow internierte und versenkte Schiffe
Im Folgenden sind die in Scapa Flow internierten deutschen Kriegsschiffe aufgelistet.

### Schlachtschiffe, Schlachtkreuzer und Kreuzer

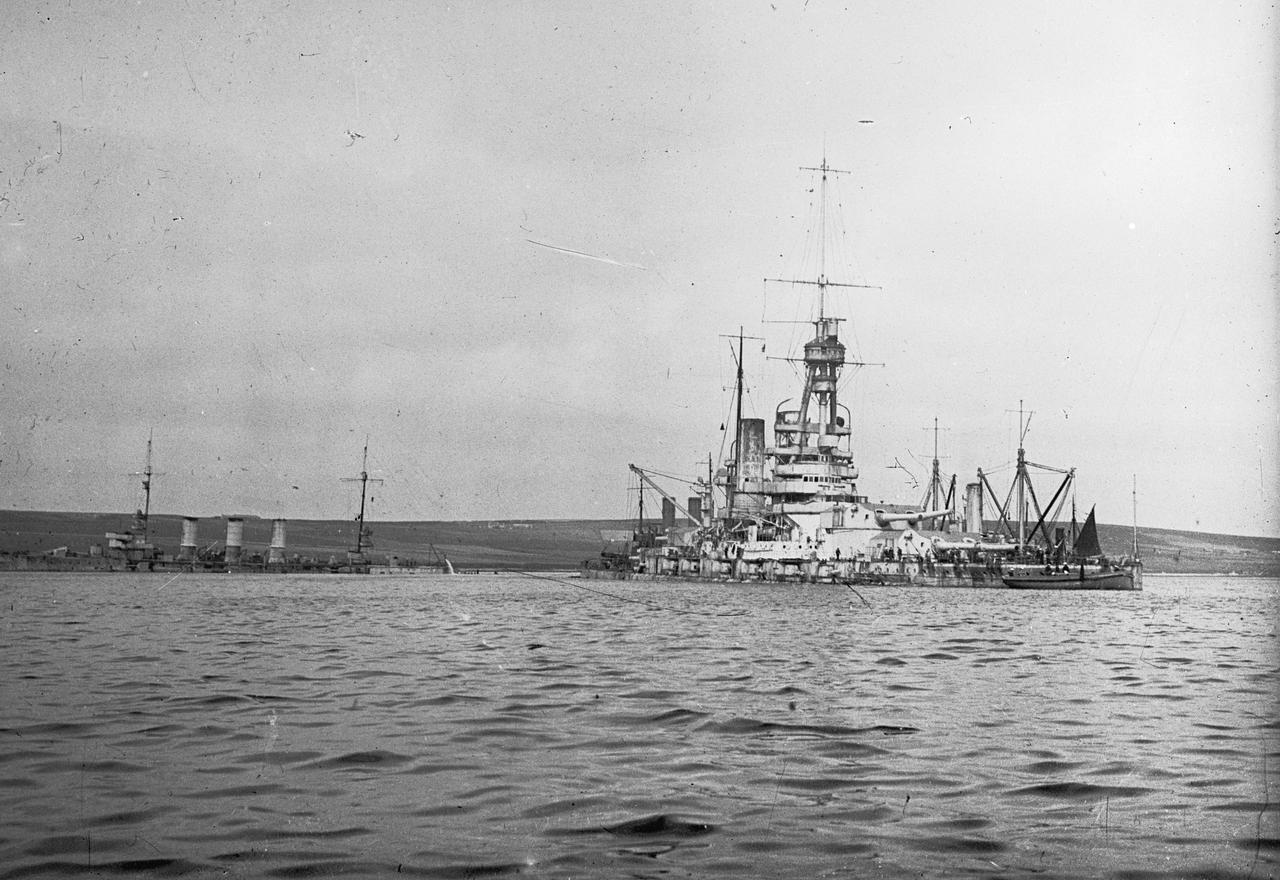
Wiederinstandsetzung der auf Grund gesetzten Baden und Frankfurt

| Name | Name                 | Schiffstyp       | versenkt/auf Grund gesetzt | weiteres Schicksal                                                                        |
| ---- | -------------------- | ---------------- | -------------------------- | ----------------------------------------------------------------------------------------- |
| 1    | Seydlitz             | Großer Kreuzer   | versenkt 13:50 GMT         | gehoben November 1929                                                                     |
| 2    | Moltke               | Großer Kreuzer   | versenkt 13:10 GMT         | gehoben Juni 1927                                                                         |
| 3    | Von der Tann         | Großer Kreuzer   | versenkt 14:15 GMT         | gehoben Dezember 1930                                                                     |
| 4    | Derfflinger          | Großer Kreuzer   | versenkt 14:45 GMT         | gehoben August 1939                                                                       |
| 5    | Hindenburg           | Großer Kreuzer   | versenkt 17:00 GMT         | gehoben Juli 1930                                                                         |
| 6    | Kaiser               | Großlinienschiff | versenkt 13:15 GMT         | gehoben März 1929                                                                         |
| 7    | Prinzregent Luitpold | Großlinienschiff | versenkt 13:15 GMT         | gehoben März 1929                                                                         |
| 8    | Kaiserin             | Großlinienschiff | versenkt 14:00 GMT         | gehoben Mai 1936                                                                          |
| 9    | König Albert         | Großlinienschiff | versenkt 12:54 GMT         | gehoben Juli 1935                                                                         |
| 10   | Friedrich der Große  | Großlinienschiff | versenkt 12:16 GMT         | gehoben 1937                                                                              |
| 11   | König                | Großlinienschiff | versenkt 14:00 GMT         | nicht gehoben                                                                             |
| 12   | Großer Kurfürst      | Großlinienschiff | versenkt 13:30 GMT         | gehoben April 1933                                                                        |
| 13   | Kronprinz Wilhelm    | Großlinienschiff | versenkt 13:15 GMT         | nicht gehoben                                                                             |
| 14   | Markgraf             | Großlinienschiff | versenkt 16:45 GMT         | nicht gehoben                                                                             |
| 15   | Baden                | Großlinienschiff | auf Grund gesetzt          | an Großbritannien, 1921 als Zielschiff versenkt                                           |
| 16   | Bayern               | Großlinienschiff | versenkt 14:30 GMT         | gehoben September 1933, Geschütztürme bei Bergung herausgefallen und immer noch vorhanden |
| 17   | Bremse               | Minenkreuzer     | versenkt 14:30 GMT         | gehoben November 1929                                                                     |
| 18   | Brummer              | Minenkreuzer     | versenkt 13:05 GMT         | nicht gehoben                                                                             |
| 19   | Dresden              | Kleiner Kreuzer  | versenkt 13:50 GMT         | nicht gehoben                                                                             |
| 20   | Cöln                 | Kleiner Kreuzer  | versenkt 13:50 GMT         | nicht gehoben                                                                             |
| 21   | Karlsruhe            | Kleiner Kreuzer  | versenkt 15:50 GMT         | nicht gehoben                                                                             |
| 22   | Nürnberg             | Kleiner Kreuzer  | auf Grund gesetzt          | an Großbritannien, 1922 als Zielschiff versenkt                                           |
| 23   | Emden                | Kleiner Kreuzer  | auf Grund gesetzt          | an Frankreich, 1926 abgewrackt                                                            |
| 24   | Frankfurt            | Kleiner Kreuzer  | auf Grund gesetzt          | an USA, 1921 als Zielschiff versenkt                                                      |

### Torpedoboote
| Name | Name      | versenkt/auf Grund gesetzt | weiteres Schicksal                   |
| ---- | --------- | -------------------------- | ------------------------------------ |
| 1    | SMS S 32  | versenkt                   | gehoben Juni 1925                    |
| 2    | SMS S 36  | versenkt                   | gehoben April 1925                   |
| 3    | SMS G 38  | versenkt                   | gehoben September 1924               |
| 4    | SMS G 39  | versenkt                   | gehoben Juli 1925                    |
| 5    | SMS G 40  | versenkt                   | gehoben Juli 1925                    |
| 6    | SMS V 43  | auf Grund gesetzt          | an USA, als Zielschiff versenkt 1921 |
| 7    | SMS V 44  | auf Grund gesetzt          | an Großbritannien, abgewrackt 1922   |
| 8    | SMS V 45  | versenkt                   | gehoben 1922                         |
| 9    | SMS V 46  | auf Grund gesetzt          | an Frankreich, abgewrackt 1924       |
| 10   | SMS S 49  | versenkt                   | gehoben Dezember 1924                |
| 11   | S 50      | versenkt                   | gehoben Oktober 1924                 |
| 12   | SMS S 51  | auf Grund gesetzt          | an Großbritannien, abgewrackt 1922   |
| 13   | SMS S 52  | versenkt                   | gehoben Oktober 1924                 |
| 14   | S 53      | versenkt                   | gehoben August 1924                  |
| 15   | SMS S 54  | versenkt                   | gehoben September 1921               |
| 16   | SMS S 55  | versenkt                   | gehoben August 1924                  |
| 17   | SMS S 56  | versenkt                   | gehoben Juni 1925                    |
| 18   | SMS S 60  | auf Grund gesetzt          | an Japan, abgewrackt 1922            |
| 19   | SMS S 65  | versenkt                   | gehoben Mai 1922                     |
| 20   | SMS V 70  | versenkt                   | gehoben August 1924                  |
| 21   | SMS V 73  | auf Grund gesetzt          | an Großbritannien, abgewrackt 1922   |
| 22   | SMS V 78  | versenkt                   | gehoben September 1925               |
| 23   | SMS V 80  | auf Grund gesetzt          | an Japan, abgewrackt 1922            |
| 24   | SMS V 81  | auf Grund gesetzt          | auf dem Weg zum Abbruch gesunken     |
| 25   | SMS V 82  | auf Grund gesetzt          | an Großbritannien, abgewrackt 1922   |
| 26   | SMS V 83  | versenkt                   | gehoben 1923                         |
| 27   | SMS G 86  | versenkt                   | gehoben Juli 1925                    |
| 28   | SMS G 89  | versenkt                   | gehoben Dezember 1922                |
| 29   | SMS G 91  | versenkt                   | gehoben September 1924               |
| 30   | SMS G 92  | auf Grund gesetzt          | an Großbritannien, abgewrackt 1922   |
| 31   | SMS G 101 | versenkt                   | gehoben April 1926                   |
| 32   | SMS G 102 | auf Grund gesetzt          | an USA, als Zielschiff versenkt 1921 |
| 33   | SMS G 103 | versenkt                   | gehoben September 1925               |
| 34   | SMS G 104 | versenkt                   | gehoben April 1926                   |
| 35   | SMS B 109 | versenkt                   | gehoben März 1926                    |
| 36   | SMS B 110 | versenkt                   | gehoben Dezember 1925                |
| 37   | SMS B 111 | versenkt                   | gehoben März 1926                    |
| 38   | SMS B 112 | versenkt                   | gehoben Februar 1926                 |
| 39   | SMS V 125 | auf Grund gesetzt          | an Großbritannien, abgewrackt 1922   |
| 40   | SMS V 126 | auf Grund gesetzt          | an Frankreich, abgewrackt 1925       |
| 41   | SMS V 127 | auf Grund gesetzt          | an Japan, abgewrackt 1922            |
| 42   | SMS V 128 | auf Grund gesetzt          | an Großbritannien, abgewrackt 1922   |
| 43   | SMS V 129 | versenkt                   | gehoben August 1925                  |
| 44   | SMS S 131 | versenkt                   | gehoben August 1924                  |
| 45   | SMS S 132 | auf Grund gesetzt          | an USA, als Zielschiff versenkt 1921 |
| 46   | SMS S 136 | versenkt                   | gehoben April 1925                   |
| 47   | SMS S 137 | auf Grund gesetzt          | an Großbritannien, abgewrackt 1922   |
| 48   | SMS S 138 | versenkt                   | gehoben Mai 1925                     |
| 49   | SMS H 145 | versenkt                   | gehoben März 1925                    |
| 50   | SMS V 100 | auf Grund gesetzt          | an Frankreich, abgewrackt 1921       |

## Verbleib der Wracks
Die Wracks der gesunkenen Schiffe wurden von dem Ingenieur und Unternehmer Ernest Cox für 40.000 Pfund von der Admiralität gekauft und zwischen 1923 und 1939 unter seiner Leitung durch sein Unternehmen Cox & Danks größtenteils gehoben, ausgeschlachtet und abgewrackt. Hierbei wurde erhebliche ingenieurtechnische Pionierarbeit geleistet. Mit dem Wrack des Großen Kreuzers Hindenburg im August 1930 gelang ihm die Bergung des bis dahin größten gehobenen Schiffes. Nachdem Cox sein Unternehmen an die Metal Industries Inc. verkauft hatte, führte diese noch bis 1939 die Bergung einiger weiterer Wracks durch.
Sieben Schiffe blieben am Meeresgrund; sie dienen heute als beliebte Ziele für Wracktaucher. Bis vor einigen Jahren wurde gelegentlich hochwertiger Stahl (Low-background steel) aus den Wracks für Strahlenmessgeräte geborgen.
Im Jahre 1995 wurden die verbliebenen Schiffswracks unter Denkmalschutz gestellt, darüber hinaus dürfen seit 2002 nur noch von den schottischen Behörden autorisierte Tauchbasen Tauchgänge an den Wracks durchführen. Die Vereinigung der orkadischen Schiffs-Charterunternehmer und Tauchschulen hat seit 2004 mehrere Vorstöße unternommen, die Gewässer vor der Insel Hoy, in denen die Wracks liegen, als National Marine Reserve unter Schutz stellen zu lassen (vergleichbar dem Status eines Nationalparks). Diese Vorstöße sind jedoch trotz Wohlwollens der zuständigen schottischen Ministerien mehrfach am entschiedenen Widerstand des Orkney Island Council gescheitert, der dadurch eine Beeinträchtigung des Ölterminals auf Flotta und der Fischereiflotte befürchtet.

## Gedenken
Zum hundertsten Jahrestag der Versenkung wurde vor Ort seitens der deutschen wie der britischen Marine eine Gedenkveranstaltung abgehalten: Am Bug des nach wie vor dort liegenden Wracks der Dresden wurde symbolisch die Deutsche Fahne aufgezogen. Es zelebrierten dabei britische Taucher und deutsche Minentaucher ihre Verbundenheit, indem sie sich als Zeichen der Freundschaft die Hände reichten. Als höchster deutscher Repräsentant war Flottillenadmiral Stephan Haisch anwesend und übergab zusammen mit dem britischen Captain Chris Smith Gedenkkränze der See.

## Kulturelle Würdigung
- 1919 schrieb Reinhard Goering das Bühnenstück Scapa Flow über die Ereignisse.
- 1929 drehte Leo Lasko mit Otto Gebühr den Spielfilm  Scapa Flow.
- Der Komponist Moritz Eggert setzte 2001 der Selbstversenkung ein musikalisches Denkmal mit dem Orchesterstück Number Nine IV: Scapa Flow.